# Bart v úloze matky
Bart v úloze matky (v anglickém originále Bart the Mother) je 3. díl 10. řady (celkem 206.) amerického animovaného seriálu Simpsonovi. Scénář napsal David S. Cohen a díl režíroval Steven Dean Moore. V USA měl premiéru dne 27. září 1998 na stanici Fox Broadcasting Company a v Česku byl poprvé vysílán 14. listopadu 2000 na stanici ČT1.

## Děj
Když Marge vezme rodinu do rodinného zábavního centra, všimne si, že Nelson úmyslně srazil Milhouse ze závodní dráhy a vyhrál vzduchovku z ukradených výherních lístků. Bart a Nelson se pokoušejí spřátelit, ale Marge Bartovi zakáže, aby se s Nelsonem stýkal. Bart přesto jde k němu domů, aby si mohl vyzkoušet jeho novou vzduchovku. Když Nelson na Barta naléhá, aby zastřelil ptáka v hnízdě, Bart se snaží ptáka nestřelit, ale omylem se mu podaří jej zabít. Marge se dozví, kam Bart šel, jde k Nelsonovi domů, a když vidí, co udělal, je rozzuřená, ale místo aby ho potrestala, odmítne mít s jeho destruktivním chováním cokoli společného a odejde. Bart objeví v ptačím hnízdě dvě vejce, a protože nechce, aby mláďata také zemřela, rozhodne se je vylíhnout a tajně je uchovává v teple ve svém domku na stromě. Marge pojme podezření, když si všimne, že Bart tráví více času ve svém domku na stromě, ale odpustí mu, když zjistí, co dělal. S Marginou pomocí se vejce nakonec vylíhnou, ale rodina Simpsonových je šokována, když se z nich vylíhne dvojice ještěrek.
Bart a Marge odnesou ještěrky do Springfieldské společnosti pro pozorování ptáků, kde jim ředitel Skinner vysvětlí, že se jedná o bolivijské stromové ještěrky, což je druh, který krade ptačí vejce a svá vlastní nechává hlídat ptačí matkou, která potomky po vylíhnutí sežere. Poté, co se Skinner diví, jak se jejich matka ocitla ve Springfieldu, následuje retrospektivní scéna s nervózním Apuem, který ví, že pár ještěrů přišel s jeho zásilkou bolivijských koblih a utekl mu z obchodu, když je dával do regálu. Skinner říká, že ještěrky musí být podle zákona zabity, protože zabily mnoho druhů ptáků. Bart utíká s ještěry pryč, ale Skinner ho dostihne a zápasí spolu na střeše budovy společnosti. Ještěrky spadnou z budovy, ale díky jejich blánám se z pádu stane let, a tak přežijí. Ještěrky se rozrostou a začnou ve Springfieldu likvidovat holuby. Protože město považovalo holuby za přítěž, jsou potěšeni a starosta Quimby Bartovi poděkuje a vyznamená ho svíčkou s vůní lógru. Líza se obává, že město zamoří ještěrky, ale Skinner ji ujistí, že na ně pošlou čínské jehličnaté hady, kteří je sežerou, a po nich budou následovat gorily, které hady žerou a které „prostě zmrznou“, až přijde zima.

## Produkce
Bart v úloze matky byla poslední epizoda, kterou David X. Cohen napsal pro Simpsonovy. Krátce po odvysílání této epizody se Cohen spojil s tvůrcem Simpsonových Mattem Groeningem a začal vyvíjet Futuramu, kde působil jako vedoucí producent a hlavní scenárista po celou dobu vysílání seriálu. Cohenův nápad na epizodu vznikl jako béčkový příběh pro Homera. V původním konceptu hnízdí za Homerovým oknem ve Springfieldské jaderné elektrárně holubi. Pan Burns holuby vyhubí a Homer vyleze uprostřed sněhové bouře na římsu okna, aby vejce zachránil. Cohen řekl, že se tento nápad „[nikam] nehodil“, a tak se rozhodl, že ho místo toho přednese jako áčkový příběh, kde se bude o vejce starat Bart místo Homera. Scenárista Simpsonových George Meyer si myslel, že nápad, kdy Bart zastřelí ptáka a jednoduše zahnízdí vajíčka, je příliš přímočarý, a nemyslel si, že má „dostatečný zvrat“, aby z něj byla dobrá epizoda. Cohen a Meyer nakonec rozhodli, že by vejce měla být ještěří. Cohen se domníval, že právě díky tomuto zvratu je epizoda nakonec „dojemná“ a „zajímavá“.
Producent Ron Hauge přišel s nápadem, že někdo zastřelí ptáka a cítí se kvůli tomu provinile. Hauge štábu několik týdnů předtím, než Cohen začal epizodu psát, řekl, že když mu bylo 13 nebo 14 let, omylem zabil ptáka poté, co dostal prak Wrist Rocket a vystřelil na ptáka, o kterém si myslel, že je daleko. Hauge řekl, že jeho přátelé z toho byli nadšení, ale on „uvnitř umíral“. Pro scénu, ve které je pták zabit, získal Cohen další inspiraci z epizody The Andy Griffith Show s názvem Opie the Birdman. Scenáristé se snažili vymyslet způsob, jak nechat Barta zabít ptáka, aniž by ho skutečně chtěl zabít, a rozhodli se dát zbrani křivý zaměřovač, o kterém by Bart nevěděl, takže když Bart úmyslně vystřelí napravo od ptáka, aby se mu vyhnul, kulka ptáka stejně zasáhne. Poté, co Bart zabije ptačí matku, představuje si sám sebe před ptačím soudem, kde jsou soudci sup, orel a tukan. Tato část byla přidána, aby „oživila vizuální stránku“, protože se scenáristé domnívali, že epizoda příliš tíhne k extrémnímu realismu, a protože většina scén v epizodě se odehrávala v domě Simpsonových a jeho okolí. Mike Scully udělal totéž v epizodě, kterou napsal pro sedmou sérii s názvem Nemáš se čím chlubit, Marge. V této epizodě je Bart přistižen při krádeži v obchodě a scenárista Bill Oakley navrhl přidat fantasy sekvenci, aby se vymanil z realističnosti epizody.
Rodinné zábavní centrum, které Simpsonovi navštíví, je založeno na skutečném rodinném zábavním centru ve Falmouthu ve státě Massachusetts, kam Cohen chodil jako dítě hrát videohry. Bolivijský stromový ještěr je falešný druh, ale Cohen vycházel ze skutečných zvířat, včetně dinosaura druhu oviraptor, o kterém se původně předpokládalo, že se živí vejci. Druh je také založen na vlhovci a kukačce, ptácích, kteří kladou vejce do hnízd jiných ptáků, a na rodu dráčci, což je rod plachtících ještěrů. Cohen se inspiroval také ropuchou obrovskou, jejíž populace se začala zvyšovat v Austrálii v roce 1935.
V epizodě se v seriálu Simpsonovi naposledy objevil Phil Hartman jako Troy McClure. Dne 28. května 1998, čtyři měsíce před odvysíláním epizody, byl zastřelen svou ženou Brynn. Díl Bart v úloze matky byl v reakci na to věnován jeho památce. Místo toho, aby Hartmana nahradili novým dabérem, produkční štáb McClurea ze seriálu vyřadil, stejně jako další Hartmanovu opakující se postavu, Lionela Hutze.

## Přijetí
V původním americkém vysílání se díl umístil v týdnu od 21. do 27. září 1998 na 58. místě v žebříčku sledovanosti s ratingem Nielsen 7,4, což znamenalo 7 355 600 domácností.
Nancy Cartwrightová, hlas Barta Simpsona, jej označila za jednu ze svých nejoblíbenějších epizod seriálu Simpsonovi, spolu s epizodami Bart prodává duši a Lízin let do nebe.
Bruce Kirkland z deníku Toronto Sun napsal, že Bart v úloze matky je jednou z „klasických epizod“ 10. série seriálu.
Autoři knihy I Can't Believe It's a Bigger and Better Updated Unofficial Simpsons Guide, Warren Martyn a Adrian Wood, napsali: „Zvláště se nám líbí morální dilema na konci, jak ho zdůraznila Líza, ohledně případného vybíjení ještěrek, které bude muset proběhnout. Je to dobrá hříčka s několika příjemnými úsměvy na Homerův účet.“.
Colin Jacobson z DVD Movie Guide řekl: „Díl chytá za srdce, když ukazuje Bartovy pokusy odčinit své špatné chování. Pořad se stává přiměřeně příjemným, i když ne nijak zvlášť zapamatovatelným.“.
Jesse Hassenger ze serveru PopMatters označil 10. sérii Simpsonových za „první výrazný pokles kvality seriálu, krok od jeho zlaté éry […] s širšími gagy a obskurnějšími zápletkami“. Nicméně Hassengerovi se epizoda líbila a napsal o ní, že „zkoumá sladké i temné stránky seriálu zároveň, když se Bart, který má výčitky svědomí po zabití ptáka, snaží postarat o osiřelá vejce, z nichž se vyklubou draví ještěři“.
James Plath z DVD Town popsal Barta v úloze matky jako díl, jejž diváci buď milují, nebo nenávidí, kvůli vzácným okamžikům Bartova zpytování svědomí, a epizodu považoval za nezapomenutelnou“.